# Capitolium (Verona)
Il Capitolium di Verona era un complesso facente parte dell'area del Foro della città romana, corrispondente all'odierna Piazza delle Erbe. Parti del criptoportico sono visibili e visitabili sotto la loggia di corte Sgarzerie, nella cripta della chiesa di San Benedetto al Monte e sotto palazzo Maffei.

## Storia
Il complesso venne realizzato nella seconda metà del I secolo a.C. e fu ultimato nel 20 a.C. per celebrare l'elevazione del rango della città a municipium romano. Le forme dell'edificio templare, volutamente arcaicizzanti e ispirate al Capitolium romano, sottolineano la valenza politica, più che religiosa, del complesso. Sui tre lati, escludendo quello frontale, venne eretto poco più tardi un portico doppio che lo circondava su tre lati per opera di Marcus Magius, come attesta un'iscrizione rinvenuta nello stesso sito. Del tempio è invece ignota la committenza: si ipotizza possa essere stato un gruppo di senatori fortemente legati a Roma se non addirittura Gaio Giulio Cesare, certamente presente a Verona secondo le fonti.
Un sesterzio di Domiziano, databile all'anno 95, attesta un rifacimento di un muro del portico: questa moneta venne posta intenzionalmente, o per ricordare l'intervento, oppure con funzioni di talismano. A supporto di questa ipotesi è il fatto che la moneta raffiguri proprio Giove: la volontà potrebbe esser stata quella di evocare la protezione della divinità cui il complesso era dedicato.
La continuità cultuale è attestata da una base di statua recante due iscrizioni successive: la prima consiste nella dedica di una statua a una donna di rango elevato, sacerdotessa della divinizzata Plotina; la seconda iscrizione, databile alla fine del II secolo e gli inizi del III, si trova invece sulla faccia opposta ed è una dedica a Giove Ottimo Massimo da parte dell'ordo Veronensium, il consiglio dei decurioni che amministrava la città. Un'altra iscrizione, risalente al 379-380, menziona invece il trasferimento di una statua bronzea dal tempio al Foro, poiché giaceva abbandonata: questo è quindi un indizio del declino delle strutture, probabilmente in conseguenza al diffondersi del credo cristiano e all'indebolimento della compagine statale.
Già alla fine del IV secolo un incendio distrusse in tutto o in parte il triportico. A qualche decennio successivo, intorno al V secolo, si fa risalire il definitivo spoglio di tutta la struttura, ormai in stato di abbandono e degrado e alla fine del VII secolo risale il collasso delle volte del criptoportico a sostegno del porticato. Sulle rovine degli edifici romani andarono così a sovrapporsi altre strutture: un vano altomedievale, tuttora visibile nell'area archeologica di corte Sgarzerie; una casa torre di cui rimangono le fondazioni; e infine la Loggia del Mangano.

## Descrizione
L'imponente complesso del Capitolium, che sorgeva su un terrapieno artificiale di circa 80 metri di lato, comprendeva il tempio dedicato alla Triade Capitolina, a cui si accedeva dal decumano massimo e dal Foro tramite una scalinata, e un portico che lo circondava sui tre lati, probabilmente avente anche la funzione di archivio cittadino. Al di sotto del Capitolium vi era un criptoportico, elemento che attualmente costituisce l'unica area visitabile del complesso archeologico, anche questo accessibile dal decumano massimo tramite scalinata.

### Data di costruzione
Sebbene la tipologia monumentale richiami, per confronto, un modello architettonico in uso nell'edilizia romana a partire dalla fine del II secolo a.C., si propende per una datazione più tarda, in concomitanza con l'utilizzo dell'opus incertum in area padana e con la datazione di un'epigrafe monumentale rinvenuta negli scavi del peribolo occidentale del tempio, grazie alla quale conosciamo il nome del costruttore del portico e del criptoportico: 
M(arcus) Magius L(uci) f(ilius) cryptam fecit et porticus reposu[i]t d(e) p(ecunia) s(ua)
Questa epigrafe è stata rinvenuta in un elemento strutturale, simile a un fregio, posto in opera dopo il termine delle strutture di fondazione dell'area templare, è quindi coeva alla struttura del Capitolium e ne permette una datazione precisa. In questa importante iscrizione, ricavata da un blocco di calcare, viene menzionato un nome che in epoca romana era noto non soltanto nel veronese, ma anche nei territori limitrofi. La forma delle lettere, la mancanza del cognomen e altri dati, hanno indotto i paleografi ad una probabile datazione al primo decennio della seconda metà del I secolo a.C. di questa iscrizione dedicatoria, e quindi del complesso stesso.

### Tempio

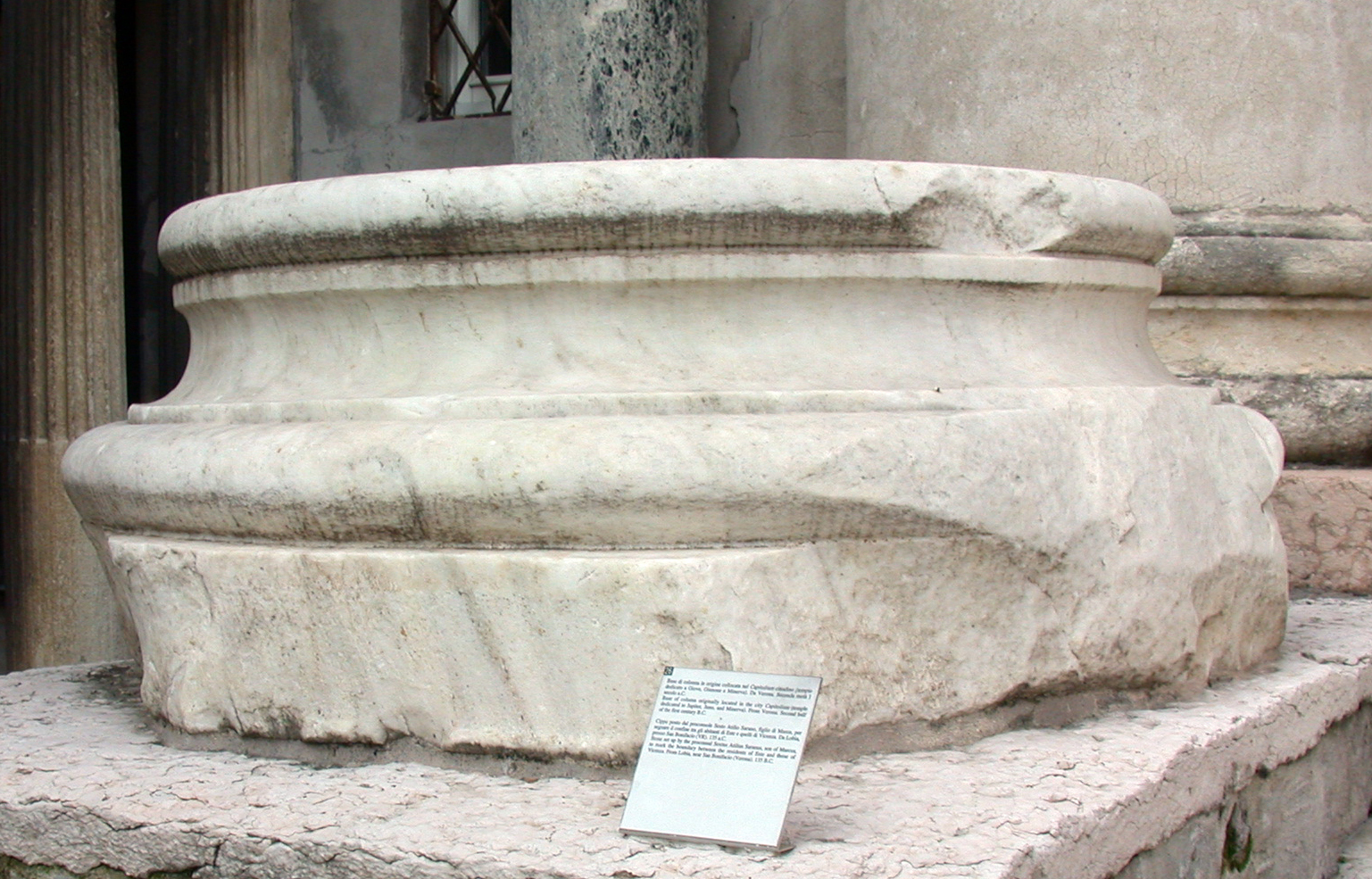
Una delle basi del Capitolium, conservato al Museo lapidario maffeiano.

L'edificio templare a tre celle, di ordine tuscanico, presentava sul fronte tre file di sei colonne ciascuna e si ispirava (sia nella forma che nella decorazione, ma non nelle dimensioni che erano ridotte di circa un terzo) al Tempio di Giove Ottimo Massimo, posto sul Campidoglio di Roma: si tratta di una esplicita, quanto insolita, volontà di imitare il grande antecedente romano, una scelta che quindi evidenzia il legame istituzionale, politico e religioso con Roma mediante la riproduzione del suo edificio-simbolo. Il tempio era lungo 42,20 metri, largo 35, e presentava un pronao profondo 20,40 metri: in queste misura rispecchia perfettamente le misure teorizzate da Vitruvio per l'ordine tuscanico. Lo zoccolo di fondazione, invece, doveva avere un'altezza di circa 4 metri, e si innesta su un livello la cui frequentazione antropica, grazie al rinvenimento di frammenti ceramici, è attestata già al III-I secolo a.C.
L'accesso al tempio era garantito da un'ampia scalinata, un'esigua parte della quale è stata rinvenuta in una cantina di corso Porta Borsari, presso il civico 4. Da questo scavo è stato possibile avanzare l'ipotesi di come l'area del Capitolium dovesse raccordarsi con il decumano antistante: una larga crepidine doveva fiancheggiare la via, consentendo il deflusso verso la scalinata templare e garantendo lateralmente l'accesso al porticato e al criptoportico.
Per la costruzione vennero utilizzati materiali di facile reperibilità o addirittura scadenti, con rinforzi lapidei solo nei punti di maggior scarico delle forze. Nel tempo tuttavia venne arricchito con decorazioni parietali e pavimentali marmorei e bronzei, nonché con iscrizioni e sculture, di cui rimane però ben poco. Un frammento di marmo con incisa la dedica IOM ("a Giove Ottimo Massimo") da parte di una donna, inoltre, attesta l'usanza di dedicare ex voto, segno non solo di culto ma anche di obbedienza all'ordine dello stato.

### Criptoportico
Il criptoportico svolgeva la funzione di contenimento del terrapieno realizzato per aumentare lo spazio a disposizione dell'area templare. Le ali laterali distavano dal tempio circa 11,50 metri, mentre posteriormente la distanza si riduceva probabilmente a soli 5 metri, data la presenza del decumano primo ultrato. Le navate erano larghe 4,50 metri ciascuna ed erano coperte da una volta a botte; dallo scavo di corte Sgarzerie è possibile desumere inoltre che le navate avessero un'altezza originaria di 4,80 metri e che fossero suddivise da un muro di spina sostenuto da archi. Aperture a strombatura ogni 4 metri contribuivano all'illuminazione e all'aerazione dell'ambiente, ma un ulteriore accorgimento per una corretta ventilazione era il rivestimento delle pareti con tegoloni fittili, così da creare una intercapedine di 10-15 centimetri e garantire un isolamento dall'umidità del terrapieno.

## Catasti
Durante gli scavi nel criptoportico sono stati rinvenuti due frammenti bronzei appartenenti alle tavole catastali della città romana. Queste costituiscono un raro esempio di antico catasto, in questo caso rurale, con funzioni amministrative e fiscali. 
Uno dei due frammenti costituisce l'angolo superiore sinistro di una tavola bronzea sulla quale è stato inciso un reticolo di righe orizzontali e verticali. All'interno di ciascun riquadro sono inserite le coordinate del possedimenti sul terreno centuriato, le misure in iugeri e i nomi dei proprietari. Questo frammento, databile tra il 40 e il 30 a.C., presenta nomi come quelli di Caio Cornelio Agatone e Marco Clodio Pulcro, già noti da altre iscrizioni veronesi dello stesso periodo. Il secondo frammento, anch'esso databile alla seconda metà del I secolo a.C., presenta incisioni quadrangolari. Delle sette celle conservate, solo in quella centrale si leggono i nomi dei proprietari, i quali hanno invece una chiara origine celtica (Bituci, Vindili, Segomari), tuttavia in questo caso mancano le coordinate. Da notare è il fatto che siano legati ad appezzamenti di terreno di dimensioni ridotte rispetto a quelli riportati sul primo frammento.